# Hans Günther Hellwege
Hans Günther Hellwege (* 28. April 1927 in Harsefeld; † 11. Februar 1994 in Lüneburg) war ein deutscher Politiker (CDU) und Abgeordneter des Niedersächsischen Landtages.

## Leben
Hellwege wuchs in Harsefeld auf und besuchte das Realgymnasium in Buxtehude. Von 1943 bis zum Ende des Zweiten Weltkrieges diente er als Flakhelfer und erhielt eine Ausbildung bei den Luftstreitkräften. Nach dem Abitur 1946 am Staatlichen Athenaeum in Stade durchlief er eine Ausbildung im Kraftfahrzeug-Handwerk und legte 1948 die Gesellenprüfung ab. Er legte zudem Meisterprüfungen ab als Klempner (1954), Gas- und Wasserinstallateur (1956) und Zentralheizungs- und Lüftungsbauer (1969). In den Jahren 1954 bis 1976 betrieb er als selbstständiger Unternehmer ein Einzelhandelsgeschäft mit angeschlossenem Handwerksbetrieb.
Hellwege trat im Jahr 1970 in die CDU ein. Er war zunächst Ratsherr der Gemeinde und wurde 1972 Bürgermeister des Fleckens Harsefeld, und er war in den Jahren 1972 bis 1980 Bürgermeister der Samtgemeinde Harsefeld. Er wurde Verbandsvorsteher des Wasserleitungsverbandes Altes Land und Mitglied der Vollversammlung der Industrie- und Handelskammer für den Elbe-Weser-Raum. Ab 1972 wurde er zudem Kreistagsabgeordneter und Mitglied des Kreisausschusses und von 1976 bis 1982 stellvertretender Landrat des Landkreises Stade.
Hellwege war vom 21. Juni 1978 bis 20. Juni 1986 Mitglied des Niedersächsischen Landtages (9. und 10. Wahlperiode) für den Wahlkreis Bremervörde.
Er war verheiratet und hatte fünf Kinder.